# Мигайчук Євген Миколайович
Мигайчу́к Євге́н Микола́йович (* 19 травня 1935) — український літературознавець та перекладач, представник українства Румунії.

## З життєпису
Випускник українського відділення Бухарестського університету.
1964 редагував український віршований альманах «Серпень»; працює в пресі, з 1979 року — в журналі «Lume» («Світ»).
Переклав румунською мовою, зокрема, твори Ольги Кобилянської (разом з Марчелом Ґафтоном, 1964), Михайла Коцюбинського, Леся Мартовича, та російських авторів — Лермонтова, Пушкіна.
Опрацьовував як редактор дебютні збірки українських письменників Румунії — до прикладу, Степана Ткачука «Розколоте небо» — 1971.